# Natação no Campeonato Mundial de Esportes Aquáticos de 2023 - 200 m borboleta masculino
A disputa na modalidade 200 metros borboleta masculino de Natação no Campeonato Mundial de Esportes Aquáticos de 2023 fora realizada nos dias 25 e 26 de julho de 2023 na Marine Messe Fukuoka em Fukuoka, no Japão. Ao todo, 41 nadadores de 37 Comitês Olímpicos Nacionais estavam previstos para participarem do evento.

## Formato da competição
A competição consiste em três rodadas: eliminatórias, semifinais e final. Os nadadores com os 16 melhores tempos nas baterias preliminares avançam as semifinais. Já os nadadores com os 8 melhores tempos nas semifinais avançam a final. Desempates (swim-offs) são utilizados conforme necessário para quebrar os empates de avanço a próxima rodada.

## Calendário
Todos os horários estão na Hora legal japonesa (UTC+9).
| Data                | Horário | Fase          |
| ------------------- | ------- | ------------- |
| 25 de julho de 2023 | 11:13   | Eliminatórias |
| 25 de julho de 2023 | 21:33   | Semifinais    |
| 26 de julho de 2023 | 20:53   | Final         |

## Recordes
Antes desta competição, os recordes mundiais e do campeonato nesta prova eram os seguintes:
| Tipo                  | Atleta        | Tempo     | Local     | Data                |
| --------------------- | ------------- | --------- | --------- | ------------------- |
|                       | Kristóf Milák | 1m 50s 34 | Budapeste | 21 de junho de 2022 |
| Recorde do campeonato | Kristóf Milák | 1m 50s 34 | Budapeste | 21 de junho de 2022 |

## Medalhistas
| Ouro                   | Prata                           | Bronze               |
| Léon Marchand · França | Krzysztof Chmielewski · Polónia | Tomoru Honda · Japão |

## Resultados

### Eliminatórias
As eliminatórias foram realizadas no dia 25 de julho com início às 11:13.
| Pos. | Bateria | Raia | Nadador               | CON                    | Tempo   | Notas  |
| ---- | ------- | ---- | --------------------- | ---------------------- | ------- | ------ |
| 1    | 5       | 4    | Tomoru Honda          | Japão                  | 1:54.21 | Q      |
| 2    | 3       | 1    | Arbidel González      | Espanha                | 1:54.99 | Q,     |
| 3    | 4       | 6    | Krzysztof Chmielewski | Polónia                | 1:55.02 | Q      |
| 4    | 5       | 2    | Wang Kuan-hung        | Taipé Chinesa          | 1:55.17 | Q      |
| 5    | 5       | 6    | Alberto Razzetti      | Itália                 | 1:55.35 | Q      |
| 6    | 4       | 5    | Carson Foster         | Estados Unidos         | 1:55.36 | Q      |
| 7    | 4       | 4    | Léon Marchand         | França                 | 1:55.46 | Q      |
| 8    | 5       | 3    | Thomas Heilman        | Estados Unidos         | 1:55.59 | Q      |
| 9    | 3       | 6    | Niu Guangsheng        | China                  | 1:55.69 | Q      |
| 10   | 4       | 3    | Teppei Morimoto       | Japão                  | 1:55.72 | Q      |
| 11   | 3       | 7    | Denys Kesil           | Ucrânia                | 1:55.75 | Q      |
| 12   | 5       | 5    | Noè Ponti             | Suíça                  | 1:55.85 | Q      |
| 13   | 3       | 5    | Ilya Kharun           | Canadá                 | 1:55.93 | Q      |
| 14   | 3       | 3    | Richárd Márton        | Hungria                | 1:56.03 | Q      |
| 15   | 3       | 2    | Lewis Clareburt       | Nova Zelândia          | 1:56.23 | Q      |
| 16   | 5       | 1    | Matthew Temple        | Austrália              | 1:56.51 | Q-->WD |
| 17   | 4       | 2    | Leonardo de Deus      | Brasil                 | 1:56.79 | Q      |
| 18   | 5       | 7    | Federico Burdisso     | Itália                 | 1:56.86 |        |
| 19   | 3       | 4    | Chen Juner            | China                  | 1:56.87 |        |
| 20   | 4       | 8    | Martin Espernberger   | Áustria                | 1:57.36 |        |
| 21   | 4       | 1    | Moon Seung-woo        | Coreia do Sul          | 1:57.79 |        |
| 22   | 5       | 8    | Héctor Ruvalcaba      | México                 | 1:57.80 |        |
| 23   | 5       | 0    | Sajan Prakash         | Índia                  | 1:58.07 |        |
| 24   | 4       | 7    | Kregor Zirk           | Estónia                | 1:58.69 |        |
| 25   | 5       | 9    | Yeziel Morales        | Porto Rico             | 1:59.10 |        |
| 26   | 2       | 4    | Erick Gordillo        | Guatemala              | 1:59.96 |        |
| 27   | 3       | 9    | Abdalla Nasr          | Egito                  | 2:00.17 |        |
| 28   | 4       | 0    | Jorge Otaiza          | Venezuela              | 2:01.83 |        |
| 29   | 3       | 0    | Navaphat Wongcharoen  | Tailândia              | 2:03.05 |        |
| 30   | 2       | 5    | Richard Nagy          | Eslováquia             | 2:03.33 |        |
| 31   | 2       | 6    | Simon Bachmann        | Seicheles              | 2:03.57 |        |
| 32   | 2       | 3    | Diego Balbi           | Peru                   | 2:03.61 |        |
| 33   | 1       | 3    | Raekwon Jibril Noel   | Guiana                 | 2:05.65 |        |
| 34   | 2       | 7    | Gerald Hernández      | Nicarágua              | 2:07.28 |        |
| 35   | 2       | 1    | Christian Jerome      | Haiti                  | 2:08.54 |        |
| 36   | 4       | 9    | Hồ Nguyễn Duy Khoa    | Vietname               | 2:11.47 |        |
| 37   | 2       | 8    | Ali Haidar            | Kuwait                 | 2:13.97 |        |
| 38   | 1       | 4    | Mohamed Rihan Shiham  | Maldivas               | 2:32.93 |        |
| 39   | 1       | 5    | James Hendrix         | Guam                   | DNS     | DNS    |
| 39   | 2       | 2    | Salem Sabt            | Emirados Árabes Unidos | DNS     | DNS    |
| 39   | 3       | 8    | Jaouad Syoud          | Argélia                | DNS     | DNS    |

### Semifinais
As semifinais foram realizadas no dia 25 de julho com início às 21:33.
| Pos. | Bateria | Raia | Nadador               | CON            | Tempo   | Notas |
| ---- | ------- | ---- | --------------------- | -------------- | ------- | ----- |
| 1    | 1       | 3    | Carson Foster         | Estados Unidos | 1:53.85 | Q     |
| 2    | 2       | 6    | Léon Marchand         | França         | 1:54.21 | Q     |
| 3    | 2       | 1    | Ilya Kharun           | Canadá         | 1:54.28 | Q,    |
| 4    | 2       | 5    | Krzysztof Chmielewski | Polónia        | 1:54.36 | Q     |
| 5    | 2       | 4    | Tomoru Honda          | Japão          | 1:54.43 | Q     |
| 6    | 1       | 1    | Richárd Márton        | Hungria        | 1:54.54 | Q     |
| 7    | 1       | 6    | Thomas Heilman        | Estados Unidos | 1:54.57 | Q     |
| 8    | 1       | 5    | Wang Kuan-hung        | Taipé Chinesa  | 1:54.97 | Q     |
| 9    | 2       | 3    | Alberto Razzetti      | Itália         | 1:55.00 |       |
| 10   | 1       | 2    | Teppei Morimoto       | Japão          | 1:556 3 |       |
| 11   | 1       | 7    | Noè Ponti             | Suíça          | 1:55.44 |       |
| 12   | 1       | 4    | Arbidel González      | Espanha        | 1:55.61 |       |
| 13   | 2       | 8    | Lewis Clareburt       | Nova Zelândia  | 1:56.44 |       |
| 14   | 2       | 7    | Denys Kesil           | Ucrânia        | 1:56.89 |       |
| 15   | 2       | 2    | Niu Guangsheng        | China          | 1:57.51 |       |
| 16   | 1       | 8    | Leonardo de Deus      | Brasil         | 1:57.94 |       |

### Final
A final fora realizada no dia 26 de julho às 20:53.
| Pos.              | Raia | Nadador               | CON            | Tempo   | Notas            |
| ----------------- | ---- | --------------------- | -------------- | ------- | ---------------- |
| Medalha de ouro   | 5    | Léon Marchand         | França         | 1:52.43 | Recorde nacional |
| Medalha de prata  | 6    | Krzysztof Chmielewski | Polónia        | 1:53.62 |                  |
| Medalha de bronze | 2    | Tomoru Honda          | Japão          | 1:53.66 |                  |
| 4                 | 1    | Thomas Heilman        | Estados Unidos | 1:53.82 |                  |
| 4                 | 3    | Ilya Kharun           | Canadá         | 1:53.82 | Recorde nacional |
| 6                 | 4    | Carson Foster         | Estados Unidos | 1:54.74 |                  |
| 7                 | 7    | Richárd Márton        | Hungria        | 1:55.02 |                  |
| 8                 | 8    | Wang Kuan-hung        | Taipé Chinesa  | 1:55.43 |                  |

Legenda
| Recorde mundial       | Recorde mundial (World record)               |                       | Recorde africano                      | Recorde africano (African) |                                           | Q | Classificado por posição (Qualified) |
| Recorde do campeonato | Recorde do campeonato (Championship record)  | Recorde da América    | Recorde da América (Americas)         | q                          | Classificado por melhor tempo (Qualified) |   |                                      |
| Melhor marca do ano   | Melhor marca do ano (World leading)          | Recorde asiático      | Recorde asiático (Asian)              | DNS                        | Não largou (Did not start)                |   |                                      |
| Recorde nacional      | Recorde nacional (National record)           | Recorde europeu       | Recorde europeu (European)            | DNF                        | Não terminou (Did not finish)             |   |                                      |
| Recorde pessoal       | Recorde pessoal do atleta (Personal best)    | Recorde da Oceania    | Recorde da Oceania (Oceania)          | DSQ / DQ                   | Desclassificado (Disqualified)            |   |                                      |
| Recorde da temporada  | Recorde da temporada do atleta (Season best) | Recorde sul-americano | Recorde sul-americano (South America) | NM                         | Sem marca (No mark)                       |   |                                      |